# Chùa Phật Lớn (An Giang)

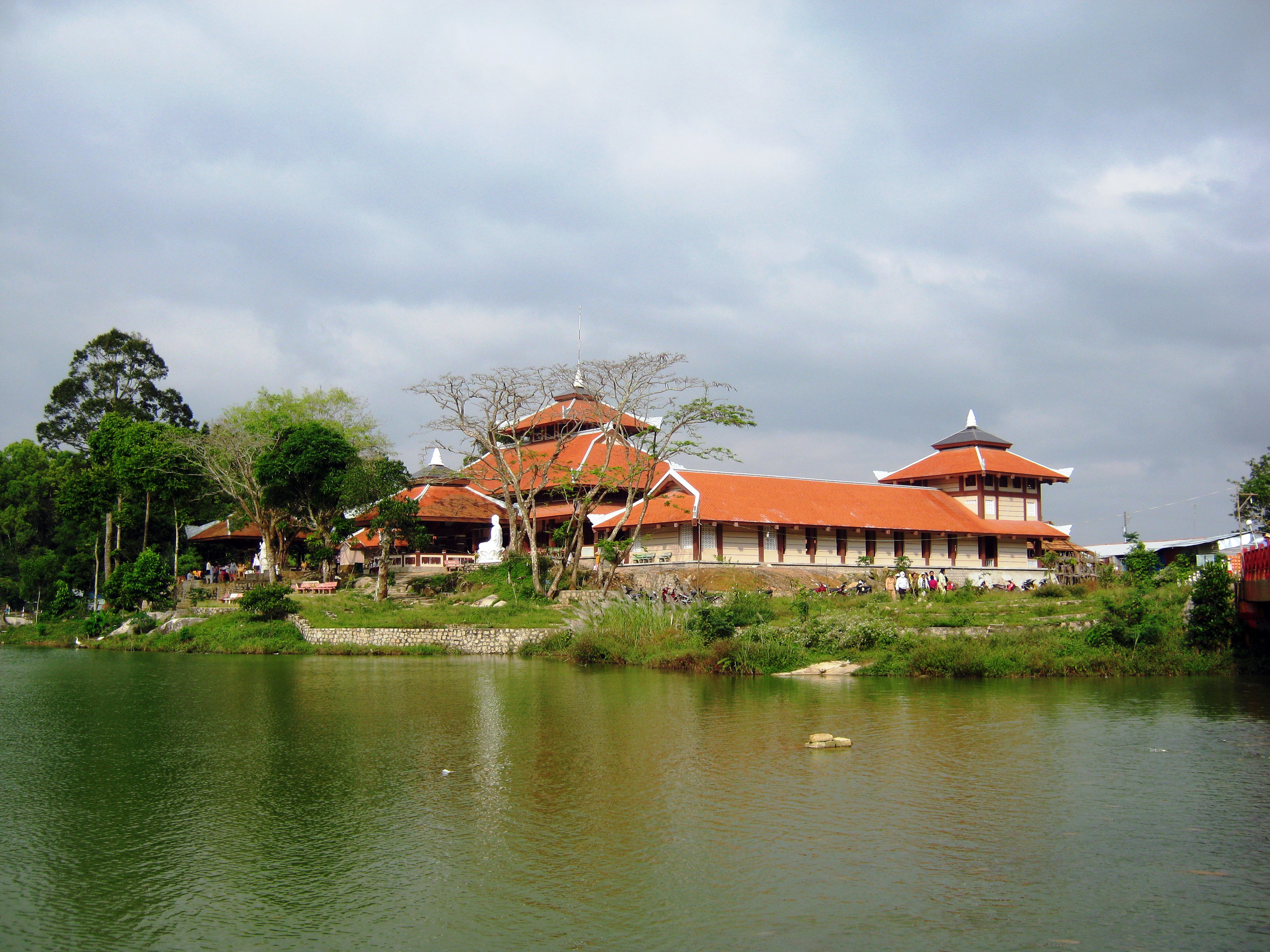
Toàn cảnh chùa Phật Lớn

Chùa Phật Lớn, tên đầy đủ là Thiền viện chùa Phật Lớn, là một ngôi chùa danh tiếng, hiện tọa lạc trên núi Cấm, thuộc xã An Hảo, thị xã Tịnh Biên, tỉnh An Giang, Việt Nam.

## Lịch sử
Chùa Phật Lớn được xây dựng năm 1912, trên một khoảng đất rộng bên triền, gần đỉnh núi (ở độ cao 526 m so với mặt nước biển). Sở dĩ có tên như thế là vì trong chùa có thờ một tượng Phật cao 1,8 m. Vào thời điểm ấy, pho tượng này cao lớn hơn các tượng thờ khác ở trong vùng. Và gọi vậy, còn để phân biệt với chùa Phật Nhỏ ở hướng đông, cũng trên núi này.
Sau khi ông Bảy Do (Cao Văn Long), người đầu tiên xây dựng và tu ở chùa, bị thực dân Pháp bắt, chùa Phật Lớn trở nên hoang vắng. Mãi đến năm 1914, ông cựu hương quản làng An Khánh  đến núi Cấm thấy cảnh chùa hoang phế quá, bèn đến chùa Linh Sơn (Sài Gòn) nhờ Cò Mi Chấn (Phó Hội trưởng Hội Nam Kỳ Nghiên cứu Phật học) đứng ra xin phép để được tái thiết chùa.

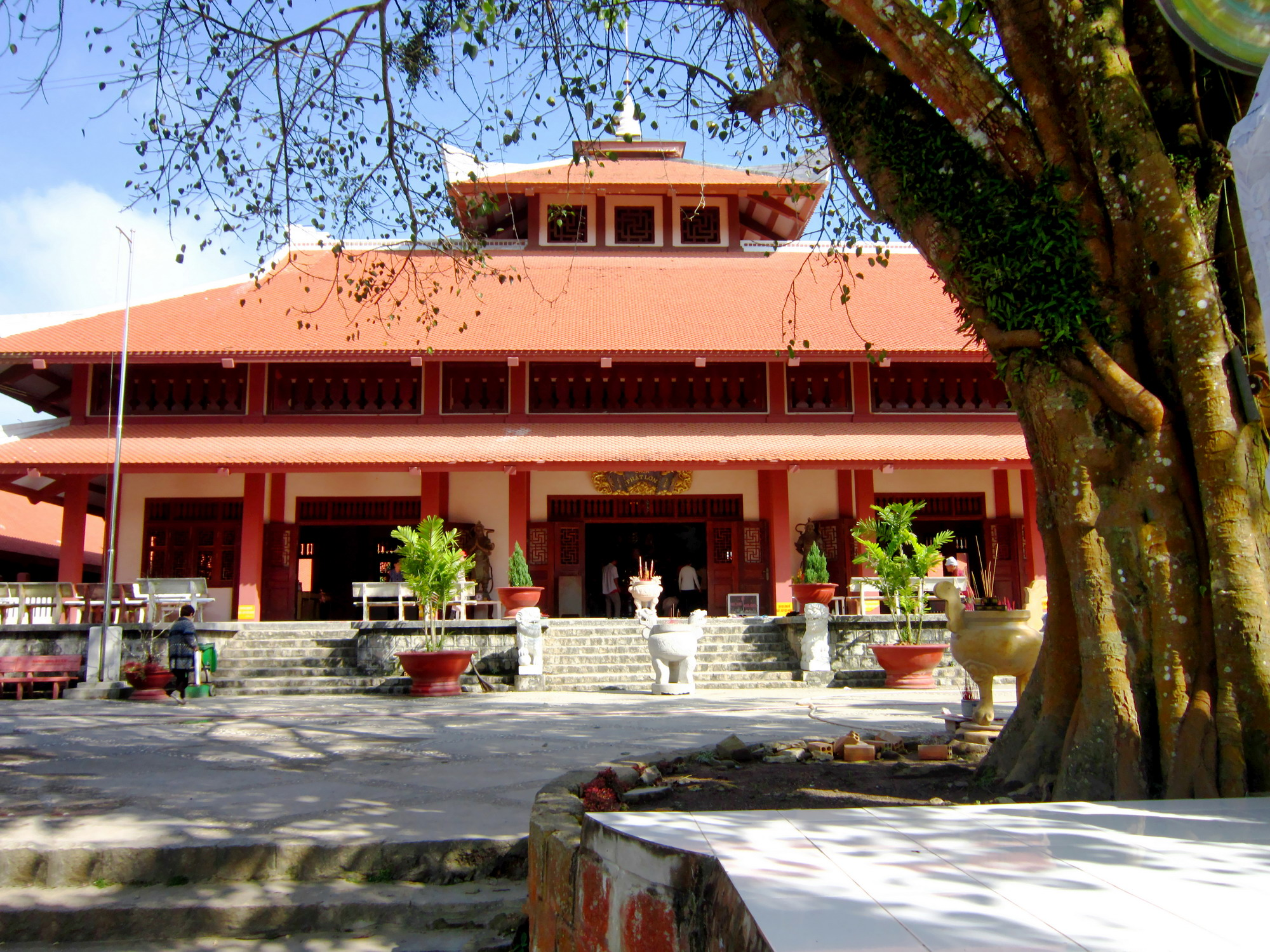
Chính điện chùa Phật Lớn

Tìm mọi cách mà nhà cầm quyền không chấp thuận, ông Chấn bảo ông Lầu làm liều cất đại một am lá để che mưa nắng cho tượng Phật. Có người mật báo với Chủ tỉnh Châu Đốc, ông Lầu bị tra vấn, còn Cò Mi Chấn thì nhận được công văn của tỉnh buộc phải tháo dỡ am. Nhưng Cò mi Chấn trả lời qua thư rằng: Theo tục lệ An Nam, không thể để Phật ngồi giữa trời dầm mưa, dãi nắng như thế... Chủ tỉnh lại gởi công văn lần nữa, lần này Cò mi Chấn đáp: Cái am lỡ cất rồi, tôi là người đạo Phật, sợ phạm tội nên không dám dỡ!... Nhờ sự đôi co ấy mà am không bị phá bỏ và tượng Phật được bảo quản tốt cho đến nay.
Hiện nay (tháng 7 năm 2008), chùa Phật Lớn đang được tôn tạo lại trên nền cũ, và mở rộng diện tích lên đến 13,6 ha, gồm khu chánh điện, nhà chuông, khu nhà nghỉ, hệ thống điện, nước... để phục vụ cho việc thờ cúng và cho khách đến hành hương hay vãng cảnh.

## Ảnh

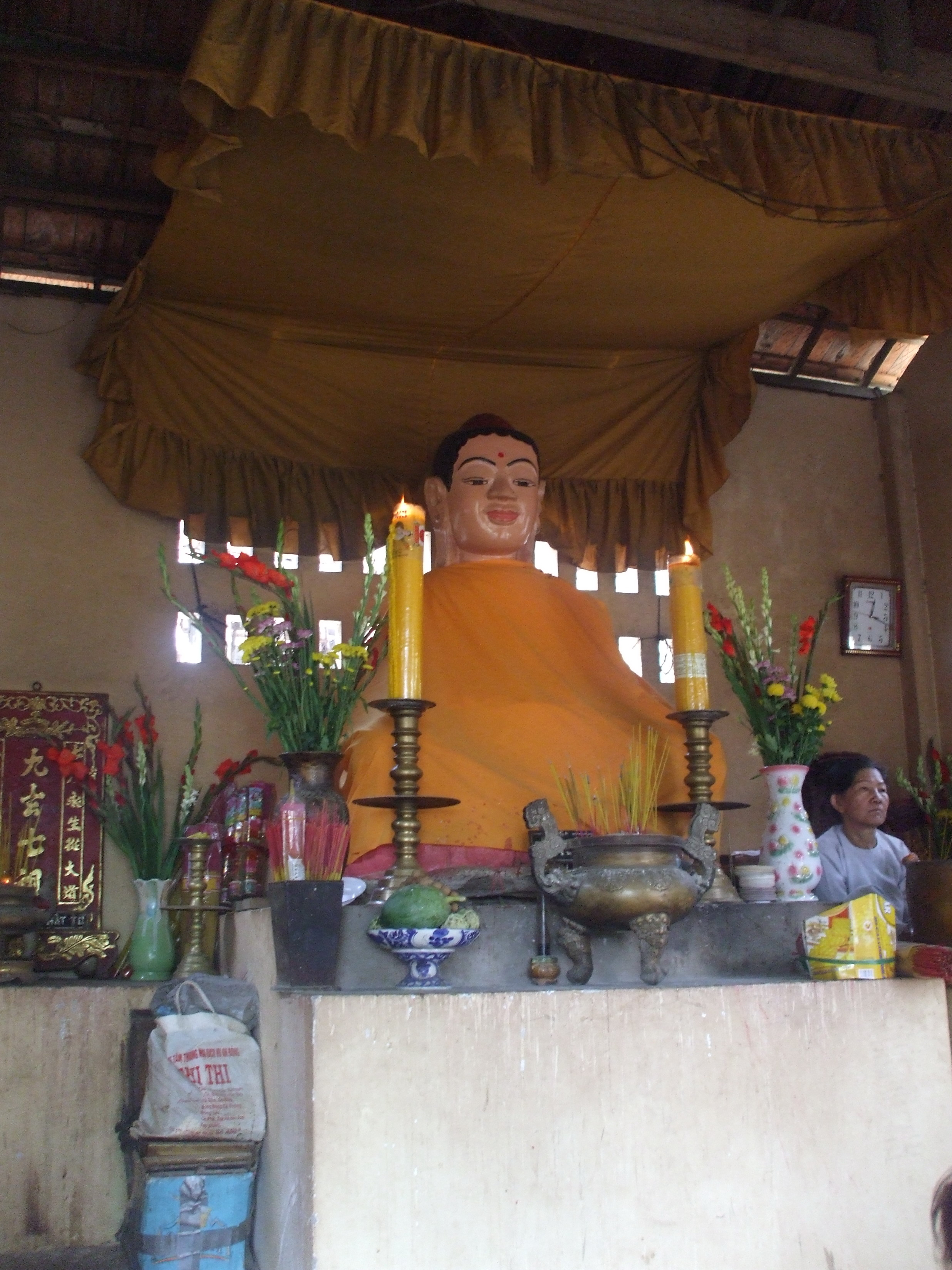
Tượng Phật Thích-ca Mâu-ni trong chùa Phật Lớn trước đây.
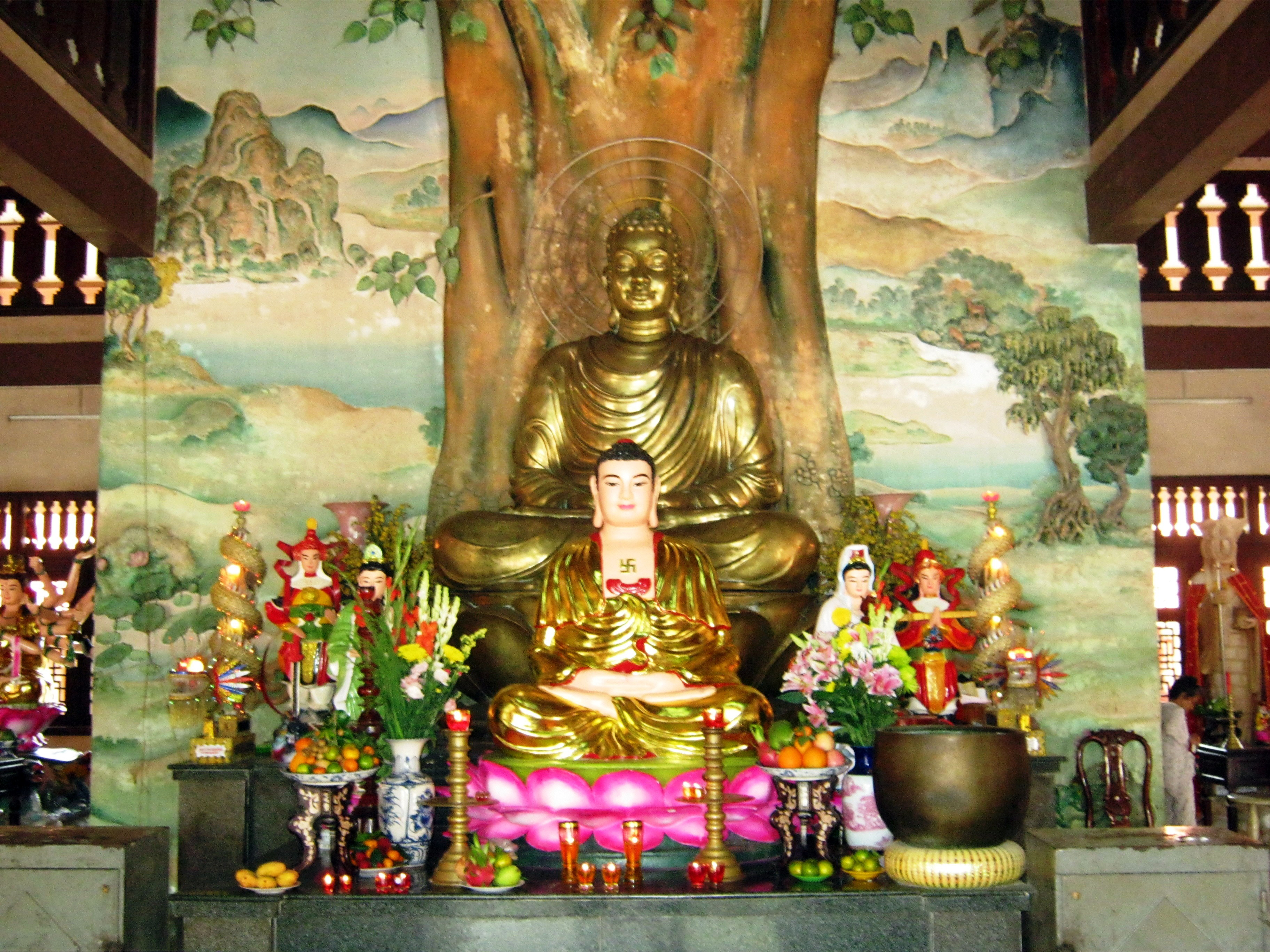
Tượng Phật Thích-ca Mâu-ni trong chùa Phật Lớn hiện nay.
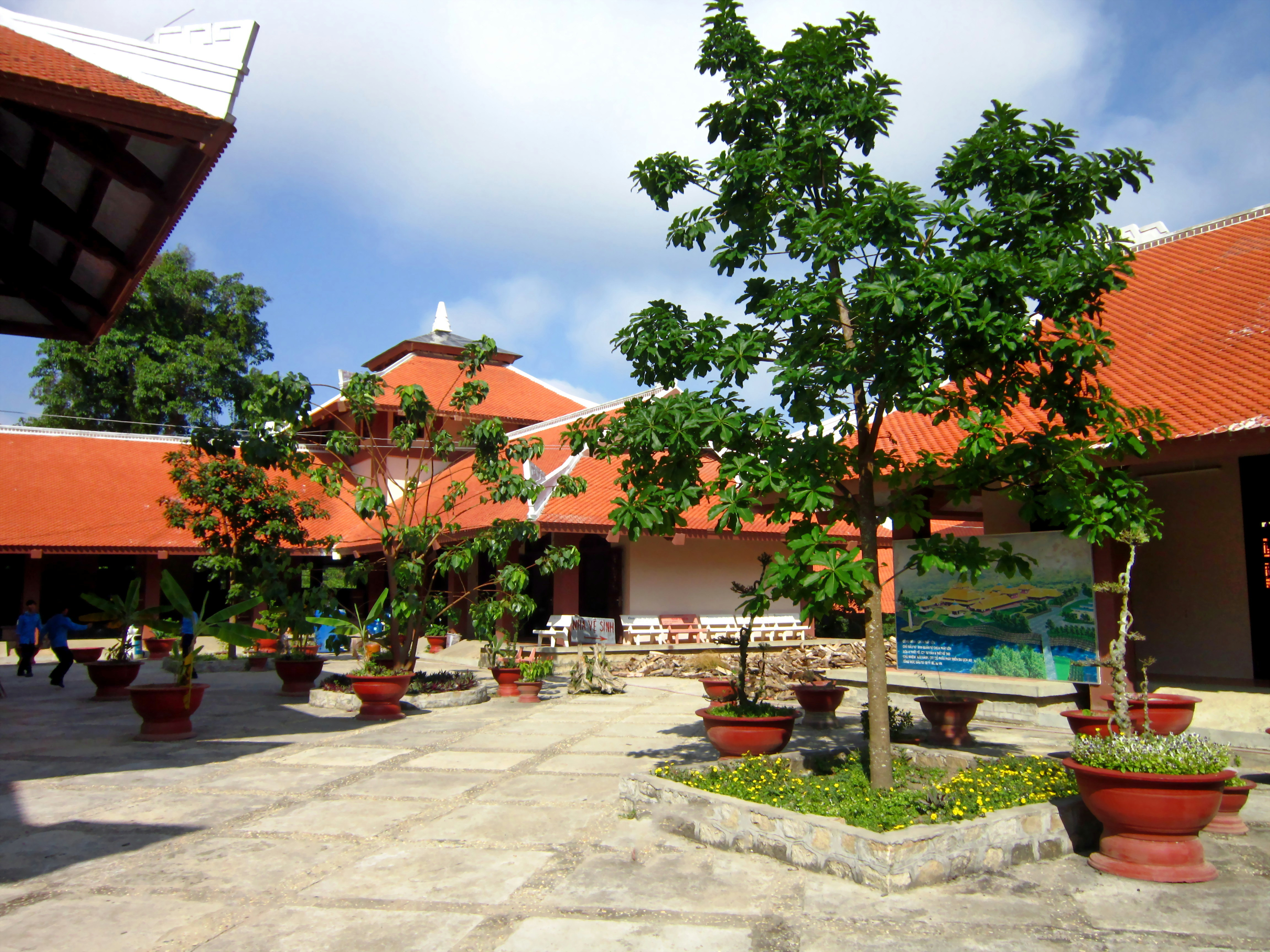
Một số công trình ở phía sau chính điện chùa Phật Lớn.
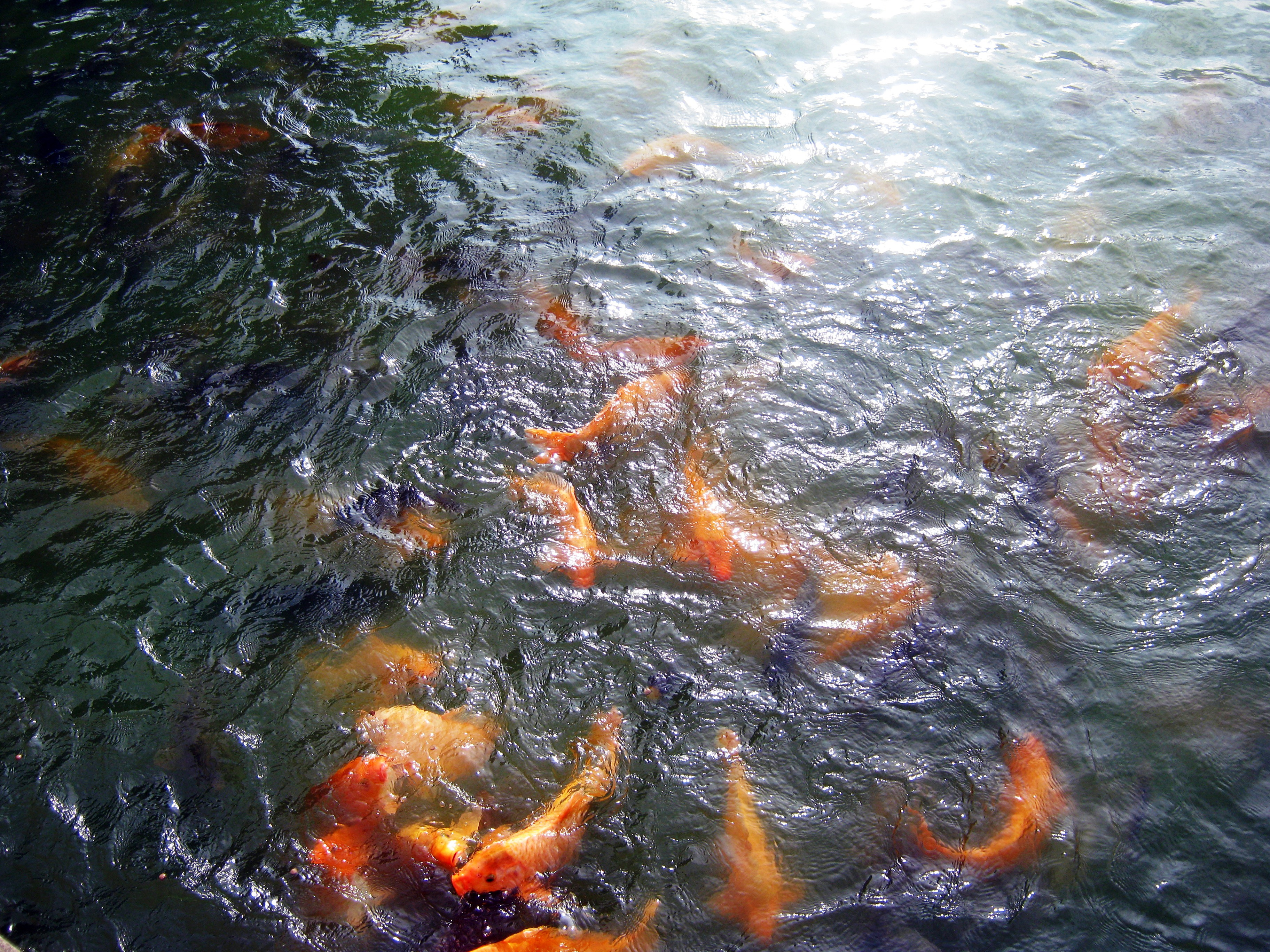
Cá phóng sinh (nhiều nhất là cá chép) trong hồ Thủy Liêm
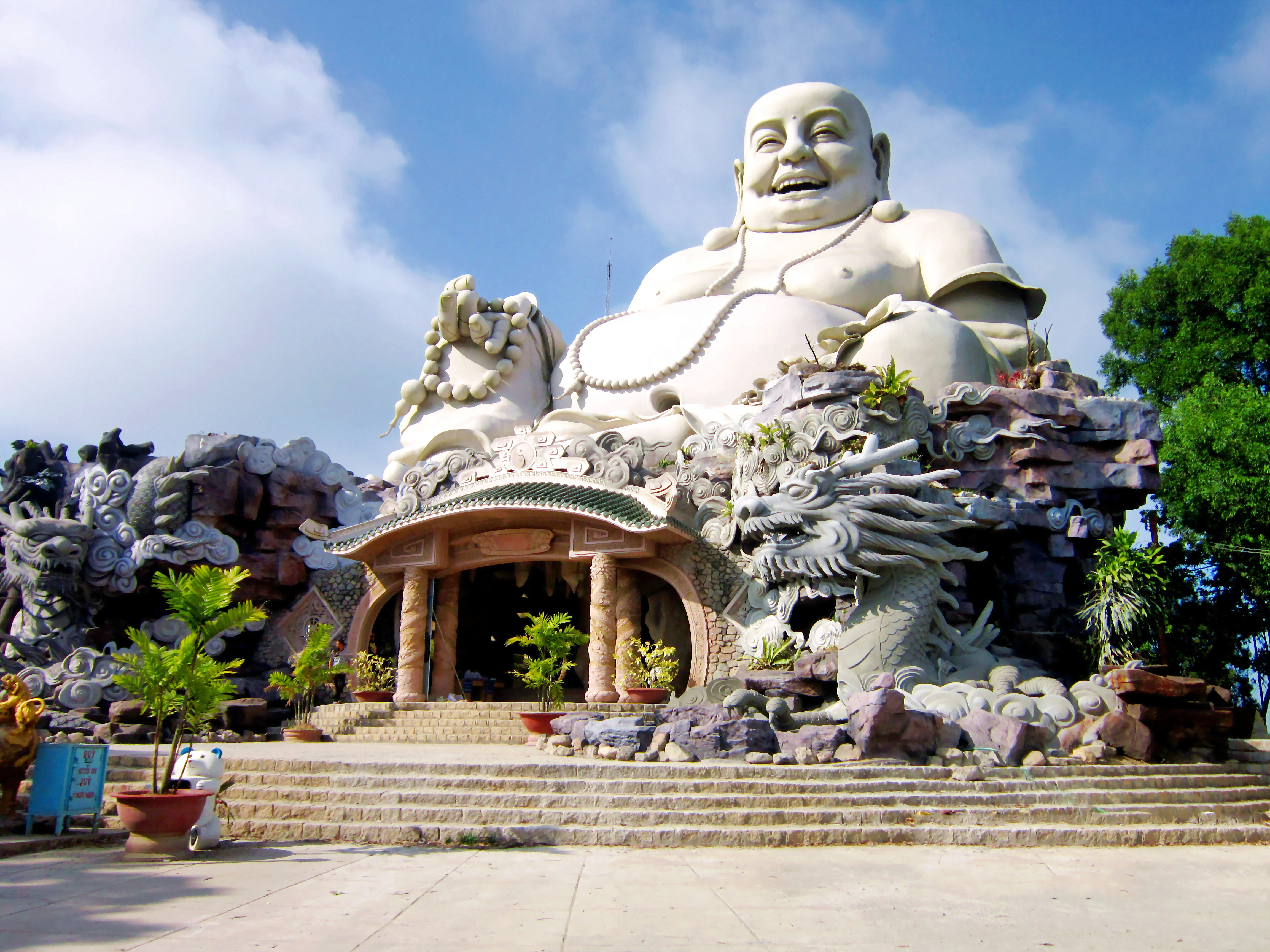
Tượng Phật Di Lặc, cao 33m, thực hiện năm 2004, bên cạnh chùa